# 제인 포스터
제인 포스터(Jane Foster)는 마블 코믹스 세계에 등장하는 캐릭터이다. 직업은 응급구조사로, 도널드 브레이크 아래에서 일한다.

## 담당 배우

### 영화
- 토르: 천둥의 신 (2011) - 나탈리 포트만
- 토르: 다크 월드 (2013) - 나탈리 포트만
- 어벤져스: 엔드게임 (2019) - 나탈리 포트만
- 토르: 러브 앤 썬더 (2022) - 나탈리 포트만